# 한송이 (방송인)
한송이(1985년 11월 16일 ~ )는 대한민국의 가수, 배우, 리포터 및 모델이다. 가수로서는 허니쉬라는 듀오로 활동했다. 그리피스대학교에서 호텔경영학을 취득했다. 2007년 tvN에서 방송된 《tvNGELS 시즌2》에서 김시향을 물리치고 최종 우승을 차지했다.

## 주요 출연작

### 텔레비전 프로그램
- tvNGELS 시즌 2·시즌 3 (tvN)
- 연예가중계 (KBS2)
- 일요일 일요일 밤에(MBC)
- 국가가 부른다 (KBS2) - 민혜린 역